# Добановачка улица (Земун)
| Добановачка улица   | Добановачка улица      |
| ------------------- | ---------------------- |
|                     |                        |
| Општина             | Градска општина Земун  |
| Почетак             | Трг Бранка Радичевића  |
| Крај                | Улица Бранка Пешића    |
| Дужина              | 135 m                  |
| Названа             | 1992                   |
| Стари називи        | Улица Георги Димитрова |
|                     |                        |
|                     |                        |
| Црква Свете Тројице |                        |

Добановачка улица је београдска улица која се налази у општини Земун. Улица је добила назив по селу Добановци која се налази у градској општини Сурчин.

## Улица
Улица се протеже од трга Бранка Радичевића до улице Бранка Пешића секући Новоградску, Добровољачку, Светотројичну и Славонску улицу.

## Архитектура
На углу Добановачке и Светотројичне налази се Црква Свете Тројице, храм Српске православне цркве посвећена Светој Тројици.
Црква је заштићено културно добро града Београда.

## Економија
У овој улици се налази хотел „Златник” који се налази на адреси Добановачка 95.